# Морера, Рафаэль
Рафаэль Море́ра Ло́пес (исп. Rafael Morera López; 1 ноября 1903, Арресифе, Канарские острова — 1981) — испанский футболист, полузащитник и нападающий.

## Биография
Рафаэль Морера родился 1 ноября 1903 года в испанском городе Арресифе.
Играл в футбол на позициях полузащитника и нападающего.
В 1928—1929 годах выступал за «Иберию» из Эль-Тоскаля. В 1929—1931 годах играл в мадридском «Реале», в составе которого провёл 28 матчей и забил 7 мячей в чемпионате Испании, сыграл 17 встреч и забил 11 голов в Кубке страны. В 1929 году в составе королевского клуба стал серебряным призёром чемпионата Испании.
С 1932 до начала 1940-х годов выступал за «Тенерифе».
Умер в 1981 году.

## Достижения

### Командные
«Реал»
- Серебряный призёр чемпионата Испании (1): 1929.